# Morir para nacer
Morir para nacer es el tercer álbum de la banda argentina D-mente. Fue lanzado en el año 2009 y contiene 9 temas. Cuenta con la participación especial de Luis Alberto Spinetta en la canción Mar de luz.

## Lista de temas

### CD
1. El infinito ya tiene fin
2. Morir para nacer
3. Agua
4. Mar de luz
5. Infame quiebre
6. Viento
7. Visión real
8. Te vi brillar
9. Pasión

### DVD
1. El infinito ya tiene fin
2. Morir para nacer
3. Infame quiebre
4. Visión real
5. Te vi brillar

Material extra: galería de fotos, videografía, extras y biografía.